# Oscar de Wahl
Oscar de Wahl född 7 augusti 1832 i Skoklosters socken, död 29 april 1873 i Stockholm, var en svensk kompositör och arrangör. 
Oscars de Wahls far Johan de Wahl var klockare, organist och skollärare i Skokloster och har pekats ut som förebilden till klockaren som reser till Stockholm i August Strindbergs dikt Stadsresan. de Wahl studerade vid Musikaliska akademien och avlade musikdirektörsexamen 1854. Fram till 1858 arbetade han i Stockholm som pianolärare, och därefter engagerades han som orkesterledare vid Södra teatern i Stockholm. Hösten 1871 flyttade han över till Mindre teatern, och tjänstgjorde där till sin död. Han har komponerat musik till ett flertal kupletter och arrangerat musiken till omkring tvåhundra teaterstycken, där de mest kända är musiken till Offenbachsoperetterna.
Oscar de Wahl var från 1867 gift med skådespelerskan Anna Lundström och var far till skådespelaren Anders de Wahl.